# 오가와 다이키
오가와 다이키(일본어: 小川 大貴, 1991년 10월 16일 ~ )는 일본의 축구 선수이다.

## 구단 경력
그는 2014년부터 J리그의 주빌로 이와타, 제프 유나이티드 지바에서 뛰었다.